# Rajchman-Maß
Als Rajchman-Maß (nach Aleksander Rajchman) bezeichnet man im mathematischen Gebiet der Maßtheorie diejenigen endlichen Borelmaße auf {\displaystyle \mathbb {T} }, deren Fourierkoeffizientenfolge gegen 0 konvergiert.
Dabei bezeichnet {\displaystyle \mathbb {T} } die Einheitskreislinie, {\displaystyle \mathbb {R} \backslash \mathbb {Z} } oder {\displaystyle \left[0,1\right)} und der k-te Fourierkoeffizient eines Maßes {\displaystyle \mu } ist definiert als
{\displaystyle c_{k}^{(\mu )}=\int \limits _{\mathbb {T} }z^{-k}d\mu }.